# 슈퍼 히어로 스쿼드
《슈퍼 히어로 스쿼드》(영어: The Super Hero Squad Show)는 미국 카툰 네트워크 채널에서 방영된 TV 애니메이션 시리즈로, 해즈브로의 마블 코믹스 기반 액션 피규어 제품군 '마블 슈퍼 히어로 스쿼드'를 기반으로 한 작품이다. 아이언맨, 캡틴 아메리카, 토르, 헐크, 울버린, 미즈 마블, 팔콘, 닥터 둠, 로키 등의 다양한 마블 캐릭터가 등장한다. 어린이 대상으로 제작되었기에 가볍고 밝은 코미디가 주 내용이다. 대한민국에서는 카툰네트워크 코리아에서 짧게 배급했다.

## 성우진

### 주연
- 찰리 애들러 - 캡틴 브리튼, 닥터 둠, 멜터, 플랜트맨, 세이버투스, 레커, 슈퍼스크럴(시즌1 한정), 둠봇, 신시아 "코코" 폰 둠, 필 셸던
- 앨리미 밸러드 - 팔콘, 선더볼, 파워맨
- 스티븐 블룸 - 울버린, 헤임달(시즌1 한정), 자부, 어보미네이션, 핀 팽 품, 파이로, 타노스(시즌1 한정), 레드윙, 드로게
- 데이브 보트 - 토르, 싱, 주시자 우아투, 트랩스터, 모르도 남작, 갤럭투스 엄마, 리히텐슈타인 대장, 존 포터, 애덤 워록, 드라큘라, 닥 샘슨, 맨싱
- 짐 커밍스 - 타노스(시즌2 한정), 슈퍼스크럴(시즌2 한정), 휴먼 토치
- 그레이 딜라일 - 미즈 마블, 인챈트리스, 볼카나, 프리가
- 마이키 켈리 - 실버 서퍼, 다크 서퍼, 아이언 피스트
- 톰 케니 - 아이언맨, 캡틴 아메리카, 콜로서스, 저거노트, 모도크, 판드랄, 센티널, 스페이스 팬텀
- 스탠 리 - 슈퍼히어로 시티 시장
- 타라 스트롱 - 인비저블우먼, 허비, 스칼렛 위치, 브리니 브래튼, 아넬, 토로, 얼리샤 마스터스, 홀로볼, 베이비 아이언맨
- 트래비스 윌링햄 - 헐크, 휴먼 토치, 스커지, 파일드라이버, 하이페리온, 제우스, 발드르, 한스

### 단역
- 카를로스 알라스라키 - 사이클롭스, 링마스터, 캡틴 오스트레일리아, 렙틸 성인
- 숀 애슈모어 - 아이스맨
- 로라 베일리 - 파이어스타
- 디 브래들리 베이커 - 어나일러스, 데블 다이노소어
- 존 배로먼 - 스트레인저
- 테드 비아셀리 - 헬리캐리어, 로키, 몰맨, 트리케팔루스, 테락스, 볼스타크
- A. J. 버클리 - 배트록 더 리퍼, 클로, 토드
- S. 스콧 불럭 - 레드 킹
- 타이 버렐 - 캡틴 마블
- 리바 버턴 - 워 머신
- 테이 디그스 - 블랙 팬서
- 마이클 돈 - 로난 디 어큐저
- 수전 아이젠버그 - 파워 프린세스
- 로버트 잉들런드 - 도르마무
- 조너선 프레이크스 - 하이 에볼루셔너리
- 팻 프레일리 - 베타 레이 빌
- 니카 퍼터먼 - 캡틴 브라질
- 그레그 그런버그 - 앤트맨
- 마크 해밀 - 레드 스컬, 크톤
- 제스 하넬 - 오딘, 크림슨 다이너모, 허큘리스, 헤임달(시즌2 한정), 임파서블맨
- 리나 헤디 - 블랙 위도우, 미스티크
- 트리샤 헬퍼 - 시프
- 셰릴 하인스 - 스타더스트
- 릴 JJ - 루크 케이지
- 조시 키턴 - 문보이
- 로드 켈러 - 버키 반스
- 웨인 나이트 - 에드헤드
- 모리스 라마시 - 매그니토
- 필 러마 - 캡틴 자메이카
- 제인 린치 - 네뷸러
- 조너선 만쿠타 - 플랫맨, 잭스
- 제이슨 마즈든 - 노바
- 제임스 마스터스 - 미스터 판타스틱
- 스콧 멘빌 - 퀵실버
- 제니퍼 모리슨 - 와스프
- 줄리 모리슨 - 스크리밍 미미/송버드
- 타메라 모리 - 미스티 나이트
- 존 오헐리 - 그랜드마스터
- 짐 파슨스 - 나이트메어
- 에이드리언 패스더 - 호크아이
- 롭 폴슨 - 웨어울프 바이 나이트
- 케빈 마이클 리처드슨 - 닉 퓨리
- 앤터니 델리오 - 렙틸
- 로저 로즈 - 닥터 스트레인지, 불도저
- 케이티 새코프 - 쉬헐크
- 케빈 소보 - 케이자
- 레이 스티븐슨 - 퍼니셔
- 프레드 스콜러 - 몰리큘맨
- 크리 서머 - 스톰, 쉬헐크
- 조지 타케이 - 갤럭투스
- 미셸 트랙턴버그 - 발키리
- 힌든 월치 - 진 그레이
- 짐 워드 - 프로페서 엑스
- 애덤 웨스트 - 나이트호크
- 데이브 위튼버그 - 미에크, 코르그

## 기타 미디어
마블 슈퍼 히어로 스쿼드